# Jone ovvero gli ultimi giorni di Pompei
Jone ovvero gli ultimi giorni di Pompei er en italiensk stumfilm fra 1913 af Ubaldo Maria Del Colle og Giovanni Enrico Vidali.

## Medvirkende
- Suzanne De Labroy som Nydia
- Cristina Ruspoli som Jone
- Luigi Mele som Glaucus
- Giovanni Enrico Vidali som Arbaces
- Michele Cuisa som Caleno